# Baltik Rot

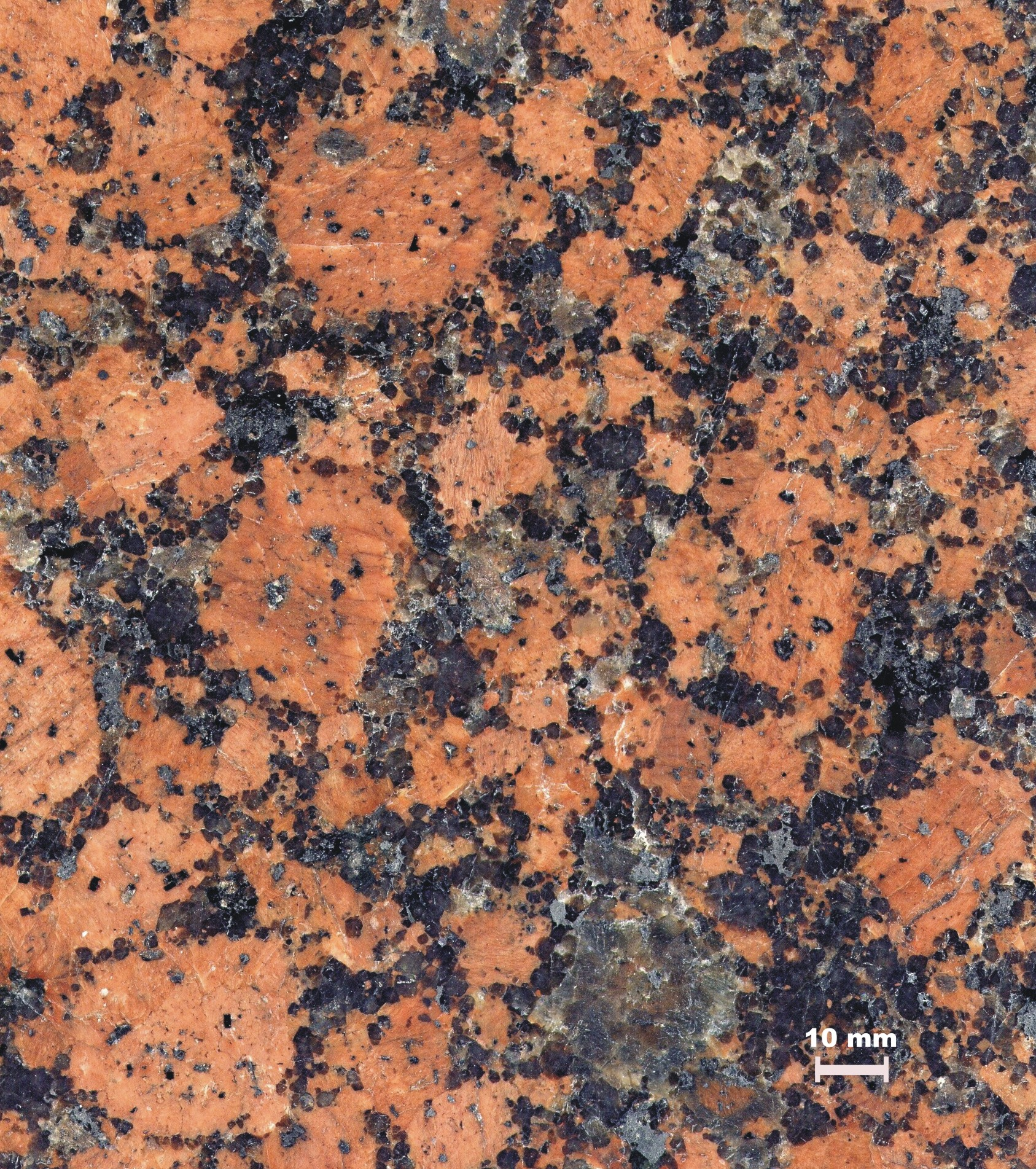
Der finnische Baltik Rot ist ein Rapakiwigranit (Pyterlit-Typus)

Baltik Rot ist ein Granit, der an der finnischen Südostküste an der Grenze zu Russland in der Provinz Hamina zwischen Ruotila und Sippola abgebaut wird. Dieser Naturstein wird weltweit vertrieben. Baltik Rot entstand vor 1,2 Milliarden Jahren im Präkambrium.

## Namen
Baltik Rot, oder Baltic Red (englisch) und Rosso Baltico (italienisch) lehnen sich an den Namen Baltikum an, ein geographisches und historisches Gebiet an der Ostküste der Ostsee südlich des Finnischen Meerbusens, in der das Gesteinsvorkommen liegt.

## Geologie, Gesteinsbeschreibung und Mineralbestand
Hauptartikel: → Rapakiwi
Baltik Rot entstand im Präkambrium als im Baltikum Plutone in die untere Erdkruste eindrangen und über Millionen Jahre auskristallisierten, die dabei große Feldspatkristalle bildeten. Im gesteinskundlichen Sinne ist Baltik Rot ein Pyterlit, bei denen die Kalifeldspäte nicht von Oligoklas ummantelt sind, etwa im Gegensatz zum Baltik Braun, einem Wiborgit.
Baltik Rot zählt zu den Rapakiwi-Graniten, die sich mit großen rundlichen rote bis rötlichen Großkristalle darstellen und eine Größe bis zu 4 bis 5 cm erreichen. Die Mineralkristalle sind regellos im gesamten Gestein verteilt, in die nahezu stets Biotit eingebettet ist. Um die Großkristalle befindet sich ein Saum roter Kalifeldspäte, Quarz und Biotit.

## Abbau und Verwendung
1970 wurde ein Steinbruch für Baltik Rot erschlossen, der auch heute noch in Betrieb ist.
Regional findet sich Baltik Red in der Architektur südfinnischer Städte und in der Region Sankt Petersburg wieder. Dieser Granit wird weltweit exportiert und häufig in Übersee in den USA und Australien als Fassadenplatten verbaut und insbesondere in Deutschland häufig für Fassaden und Grabmale verwendet, aber auch für Boden- und Treppenbeläge, Küchenarbeitsplatten und Waschtische.
Baltik Rot ist frostfest und polierfähig.